# 李鋈麟
李鋈麟，BBS，JP（1963年5月1日—），祖籍廣東鶴山，居於香港，比富達資產管理有限公司主席、民惠食品有限公司主席。李鋈麟熱心慈善事務，曾擔任東華三院2017年度主席、鳳凰慈善基金會創會主席、全港各區工商聯會會長、鶴山（香港）婦女兒童慈善基金會創會主席、灣仔中西區工商業聯合會創會主席兼永遠榮譽主席等。2018年7月獲頒銅紫荊星章。

## 個人經歷

### 早年生活
李鋈麟於廣華醫院出世，在九龍黃大仙長大。李鋈麟的二弟為李鋈興。而三弟則是博愛醫院董事局（2018至2019年度）主席李鋈發。前者與他的年紀相差4年，後者為10年。李鋈麟畢業於基督教香港信義會紅磡信義學校，後來升上心儀的新亞中學讀書，與著名演員謝君豪為相差一個年級的同校同學。但在就讀中二時（1978年）因為父親經營的三間「冠興雜貨舖」倒閉以致他要被迫輟學出外到位於沙田的「志力裝車工程」當了三年車房維修技工。更要搬到鑽石山大磡窩村木屋區居住。然而1981年的一場大火燒毀了他的住處，結果全家被迫搬到徙置區生活。李鋈麟投身社會工作期間繼續增值自己，於香港專業教育學院黃克競分校的日間部分時間給假受訓學習。

### 工作事業
他現時乃比富達資產管理有限公司主席、民惠食品有限公司主席、東華三院主席、鳳凰慈善基金會創會主席、全港各區工商聯會會長、鶴山（香港）婦女兒童慈善基金會創會主席、灣仔中西區工商業聯合會永遠榮譽主席、中國人民政治協商會議北京市委員會政協委員、中國人民政治協商會議順義區委員會政協委員、中華海外聯誼會理事會理事、一帶一路國際研究院副院長、香港北京交流協進會常務理事、香港政府醫療輔助隊總部縱隊榮譽顧問兼少年團動員主任、香港特別行政區政府懲教署參與助更生委員會委員、香港中文大學新亞書院校董、世界李氏宗親總會副理事長。
李鋈麟1984年投身保險行業，從普通業務員做到區域總監。他在1990年移民加拿大溫哥華，後在90年代初，成立比富達資產管理有限公司。於2007年，李鋈麟在重慶投資設立了民惠食品有限公司，研發出了牧草養豬、抗生素替代等生態養豬關鍵技術，成功申請豬飼料及其預混料配製的國家專利技術。2009年，李鋈麟被香港東華三院推舉為總理。2011年，李鋈麟榮獲2011「卓越華人獎」。

### 參與慈善工作
李鋈麟近年多參與慈善工作。此外，亦有於媒體上寫專欄，向大眾分享他的生活點滴。而他之所以會加入東華三院董事局當總理是因為東泰證券創辦人兼東華三院前主席李東海於1997年第一次邀請他加入成為一分子。但李鋈麟自覺經驗不足，所以婉拒其邀請。至2007年李東海再提出邀請，李鋈麟便加入東華三院董事局。他逐步由總理升為第一副主席，再於2017年成為東華三院的主席。

## 個人生活
李鋈麟已婚，其妻為仁愛堂前副主席歐雪明。二人婚後育有四名子女。

## 馬主生涯
李鋈麟、歐雪明伉儷於2010年代開始在香港賽馬會成為馬主，名下賽駒包括「好威龍」、「行善積福」、「眾善積福」、「手到拿來」、「手到回來」、「勁得手」、「手牽手」、「手到再來」、「手到齊來」、「至臻完美」等等。

## 榮譽
- 全球傑出華人（2016年）
- 非官守太平紳士（2012年）
- 卓越華人獎  (2011年）
- 銅紫荊星章 (2018年）

## 電視節目
- 2016年：《與CEO進餐》嘉賓

## 外部連結
- 李鋈麟官方網站
- 鳳凰慈善基金會網站 （页面存档备份，存于）
- 全港各區工商聯網站
- 灣仔中西區工商業聯合會網站 （页面存档备份，存于）